# Yahya Jammeh
Yahya Abdul-Aziz Jemus Junkung Jammeh (Kanilai, 25 maggio 1965) è un politico e militare gambiano, Presidente e dittatore del Gambia dal luglio 1994 al gennaio 2017.

## Biografia

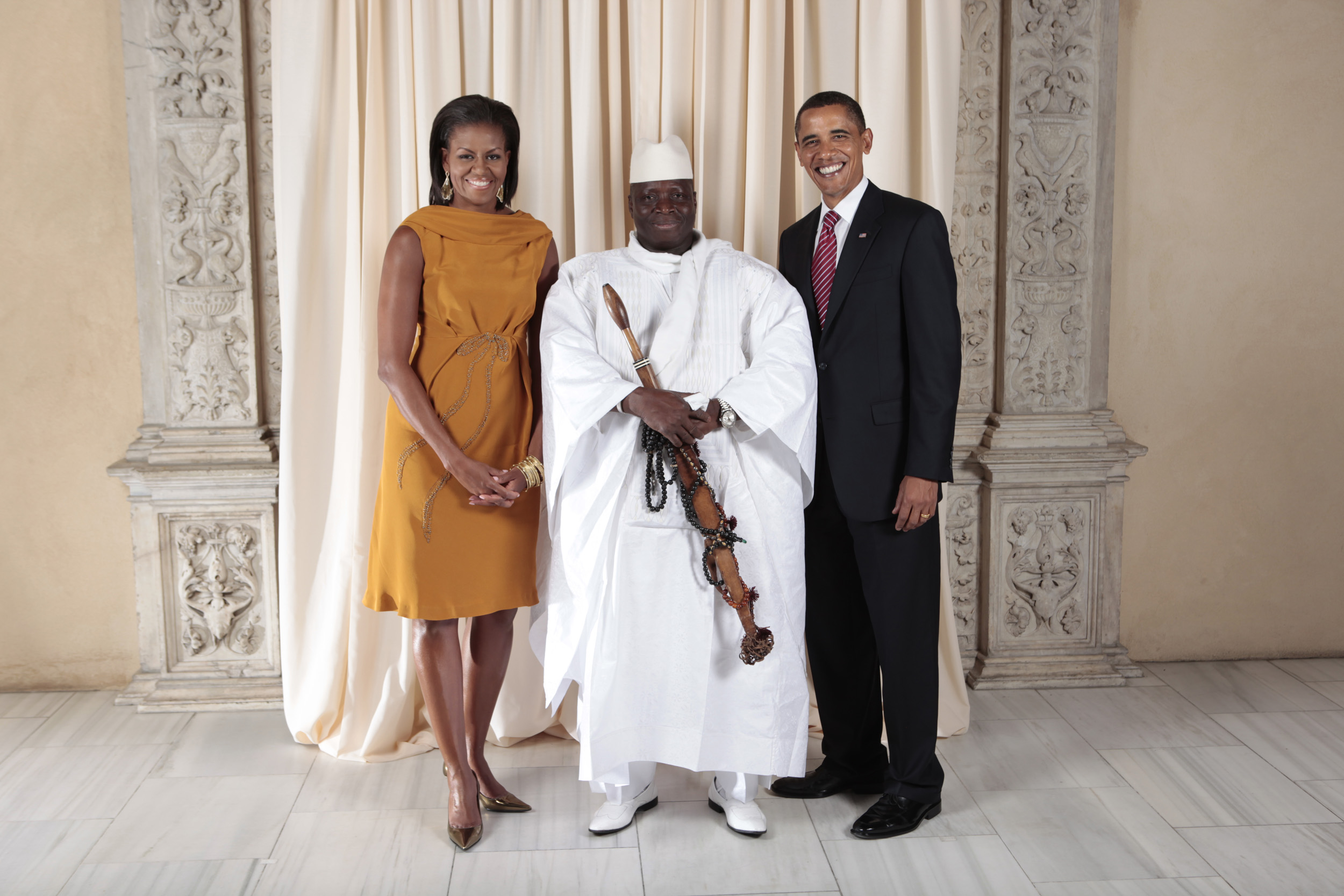
Jammeh con Michelle e Barack Obama

Secondo presidente del Gambia, ha assunto il potere di fatto appena ventinovenne con un golpe il 22 luglio 1994, ma è stato eletto nel 1996 col supporto dei suo partito, l'Alleanza Patriottica per il Riorientamento e la Costruzione. Di recente convertitosi all'Islam, ha rinviato a causa del Ramadan le elezioni presidenziali del 2006 dalle quali è comunque uscito vincitore, anche se contestato dall'opposizione, appoggiato dal Senegal. È stato fortemente criticato dalla comunità internazionale per le sue politiche apertamente in contrasto con i diritti umani e per il suo atteggiamento repressivo verso l'omosessualità. In vari discorsi pubblici ha espresso la propria avversione verso le persone omosessuali promuovendo la loro criminalizzazione e minacce di morte.
Il 12 dicembre 2015, durante una conferenza, ha proclamato il Gambia una repubblica islamica, in linea con la religione praticata dalla maggioranza della popolazione, affermando: "Il destino del Gambia è nelle mani di Allah. A partire da oggi il Gambia è uno Stato islamico. Noi saremo uno Stato islamico che rispetterà i diritti dei cittadini".
È noto per far imprigionare e uccidere i propri oppositori ed espellere i giornalisti stranieri. Sostiene di avere poteri taumaturgici che guariscono dall’AIDS e dall’infertilità.
Il 1º dicembre 2016 ha perso le elezioni presidenziali dopo 22 anni di governo autoritario, contro il candidato dell'opposizione Adama Barrow. Dopo un'iniziale accettazione della sconfitta, il 9 dicembre ha annunciato di non voler riconoscere il risultato a causa di "serie ed inaccettabili anormalità". Ciò ha scatenato pesanti reazioni contro Jammeh, il quale, se non si fosse dimesso entro il 19 dicembre, avrebbe subito l'attacco militare dell'ECOWAS e il disconoscimento come Presidente da parte dell'Unione africana. Nonostante ciò, il 17 gennaio 2017 ha proclamato novanta giorni di stato di emergenza.
Il 19 gennaio 2017 Barrow ha ugualmente giurato come presidente del Paese nella sede dell'ambasciata del Gambia in Senegal, a Dakar, non riconosciuto da Jammeh. Il 21 gennaio, su minaccia di un intervento militare dei Paesi dell'ECOWAS, Jammeh annuncia alla televisione di Stato la sua decisione di riconoscere Barrow presidente e accetta di andare in esilio. Il 22 gennaio successivo Jammeh parte in esilio verso la Guinea Equatoriale, portando però con sé circa 12 milioni di euro (l'1% del PIL nazionale), oggetti del palazzo presidenziale e svariate auto di lusso.